# Nifekalant
Nifekalant (INN) là thuốc chống loạn nhịp nhóm III được phê duyệt tại Nhật Bản để điều trị rối loạn nhịp tim và nhịp nhanh thất. Nó có tên thương hiệu Shinbit.